# Ware (Massachusetts)
Ware é uma vila localizada no condado de Hampshire no estado estadounidense de Massachusetts. No Censo de 2010 tinha uma população de 9.872 habitantes e uma densidade populacional de 95,4 pessoas por km².

## Geografia
Ware encontra-se localizado nas coordenadas 42° 16′ 32″ N, 72° 16′ 49″ O. Segundo o Departamento do Censo dos Estados Unidos, Ware tem uma superfície total de 103.48 km², da qual 88.99 km² correspondem a terra firme e (14.01%) 14.49 km² é água.

## Demografia
Segundo o censo de 2010, tinha 9.872 pessoas residindo em Ware. A densidade populacional era de 95,4 hab./km². Dos 9.872 habitantes, Ware estava composto pelo 94.12% brancos, o 1.03% eram afroamericanos, o 0.3% eram amerindios, o 0.72% eram asiáticos, o 0% eram insulares do Pacífico, o 1.39% eram de outras raças e o 2.43% pertenciam a duas ou mais raças. Do total da população o 3.94% eram hispanos ou latinos de qualquer raça.